# انجمن اخوت میوتانت های پلید (کمیک)
انجمن اخوت میوتانت های پلید(به انگلیسی: Brotherhood of Evil Mutants) یک گروه خیالی ضد قهرمان است که در کتاب‌های مارول کامیکس وجود دارد. آن‌ها دشمنان اصلی مردان ایکس محسوب می‌شوند و برای اولین بار، در مجموعهٔ اول مردان ایکس (و در جلد چهارم) در مارس ۱۹۶۴ میلادی معرفی شدند.

## توضیحات
انجمن اخوت میوتانت های پلید، گروهی از ضد قهرمانان در دنیای مارول هستند. بیشتر اعضای این گروه (تحت تاًثیر اندیشهٔ رهبرشان مگنتو) معتقدند که جهش یافته‌ها به دلیل توانایی‌های خود بر انسان‌های دیگر برتری دارند و (بر خلاف تفکر مردان ایکس) می‌پندارند که تنها راه حفاظت از جهش یافته‌ها، حکومت آنها بر انسان هاست. مردان ایکس به دنبال برابری بین جهش یافته‌ها و انسان‌ها و تضمین امنیت هر دو گروه هستند. بر اساس این تفکرات مخالف، این دو گروه در برابر یک دیگر قرار می‌گیرند.
البته در مواردی مشاهده می‌شود که باهم در مقابل دشمن مشترکی (که معمولاً انسان‌هایی با هدف نابود کردن تمامی جهش یافته‌ها هستند) متحد می‌شوند.
بعضی اعضای انجمن، مانند اسکارلت ویچ و کوئیک سیلور (که فرزندان دوقلوی مگنتو هستند)، بعداً از گروه جدا و به مردان ایکس می‌پیوندند. در مقابل نیز بعضی از اعضای سابق مردان ایکس نیز به انجمن می‌پیوندند.
مگنتو و پروفسور ایکس در دورهٔ جوانی بهترین دوستان هم بودند.